# Cemodanivka, Nedrîhailiv
Cemodanivka (în ucraineană Чемоданівка) este un sat în comuna Ivanîțea din raionul Nedrîhailiv, regiunea Sumî, Ucraina.

## Demografie
Componența lingvistică a localității Cemodanivka
     Ucraineană (99,03%)
     Alte limbi (0,98%)
Conform recensământului din 2001, majoritatea populației localității Cemodanivka era vorbitoare de ucraineană (99,03%), existând în minoritate și vorbitori de alte limbi.